# Coupe des clubs champions européens de handball 1966-1967
Navigation
Coupe des clubs champions 1965-1966 Coupe des clubs champions 1967-1968
La Coupe des clubs champions européens 1966-1967 met aux prises 34 équipes européennes. Il s’agit de la 8e édition de la Coupe des clubs champions européens masculin de handball, organisée par l’IHF.
Le vainqueur est le club ouest allemand du VfL Gummersbach.

## Participants
| Huitièmes de finale | Huitièmes de finale | Huitièmes de finale | Huitièmes de finale | Huitièmes de finale | Huitièmes de finale | Huitièmes de finale | Huitièmes de finale | Huitièmes de finale | Huitièmes de finale | Huitièmes de finale | Huitièmes de finale | Huitièmes de finale | Huitièmes de finale | Huitièmes de finale | Huitièmes de finale | Huitièmes de finale | Huitièmes de finale | Huitièmes de finale | Huitièmes de finale | Huitièmes de finale | Huitièmes de finale | Huitièmes de finale | Huitièmes de finale | Huitièmes de finale | Huitièmes de finale | Huitièmes de finale | Huitièmes de finale | Huitièmes de finale | Huitièmes de finale |
| --- | --- | --- | --- | --- | --- | --- | --- | --- | --- | --- | --- | --- | --- | --- | --- | --- | --- | --- | --- | --- | --- | --- | --- | --- | --- | --- | --- | --- | --- |
| - SC DHfK Leipzig : Champion d'Allemagne de l'Est et Tenant du titre - HG Copenhague : Champion du Danemark - UK-51 Helsinki : ? - Budapest Honvéd FC : Champion de Hongrie - FH Hafnarfjörður : Champion d'Islande - HB Dudelange : Champion du Luxembourg | - SC DHfK Leipzig : Champion d'Allemagne de l'Est et Tenant du titre - HG Copenhague : Champion du Danemark - UK-51 Helsinki : ? - Budapest Honvéd FC : Champion de Hongrie - FH Hafnarfjörður : Champion d'Islande - HB Dudelange : Champion du Luxembourg | - SC DHfK Leipzig : Champion d'Allemagne de l'Est et Tenant du titre - HG Copenhague : Champion du Danemark - UK-51 Helsinki : ? - Budapest Honvéd FC : Champion de Hongrie - FH Hafnarfjörður : Champion d'Islande - HB Dudelange : Champion du Luxembourg | - SC DHfK Leipzig : Champion d'Allemagne de l'Est et Tenant du titre - HG Copenhague : Champion du Danemark - UK-51 Helsinki : ? - Budapest Honvéd FC : Champion de Hongrie - FH Hafnarfjörður : Champion d'Islande - HB Dudelange : Champion du Luxembourg | - SC DHfK Leipzig : Champion d'Allemagne de l'Est et Tenant du titre - HG Copenhague : Champion du Danemark - UK-51 Helsinki : ? - Budapest Honvéd FC : Champion de Hongrie - FH Hafnarfjörður : Champion d'Islande - HB Dudelange : Champion du Luxembourg | - SC DHfK Leipzig : Champion d'Allemagne de l'Est et Tenant du titre - HG Copenhague : Champion du Danemark - UK-51 Helsinki : ? - Budapest Honvéd FC : Champion de Hongrie - FH Hafnarfjörður : Champion d'Islande - HB Dudelange : Champion du Luxembourg | - SC DHfK Leipzig : Champion d'Allemagne de l'Est et Tenant du titre - HG Copenhague : Champion du Danemark - UK-51 Helsinki : ? - Budapest Honvéd FC : Champion de Hongrie - FH Hafnarfjörður : Champion d'Islande - HB Dudelange : Champion du Luxembourg | - SC DHfK Leipzig : Champion d'Allemagne de l'Est et Tenant du titre - HG Copenhague : Champion du Danemark - UK-51 Helsinki : ? - Budapest Honvéd FC : Champion de Hongrie - FH Hafnarfjörður : Champion d'Islande - HB Dudelange : Champion du Luxembourg | - SC DHfK Leipzig : Champion d'Allemagne de l'Est et Tenant du titre - HG Copenhague : Champion du Danemark - UK-51 Helsinki : ? - Budapest Honvéd FC : Champion de Hongrie - FH Hafnarfjörður : Champion d'Islande - HB Dudelange : Champion du Luxembourg | - SC DHfK Leipzig : Champion d'Allemagne de l'Est et Tenant du titre - HG Copenhague : Champion du Danemark - UK-51 Helsinki : ? - Budapest Honvéd FC : Champion de Hongrie - FH Hafnarfjörður : Champion d'Islande - HB Dudelange : Champion du Luxembourg | - SC DHfK Leipzig : Champion d'Allemagne de l'Est et Tenant du titre - HG Copenhague : Champion du Danemark - UK-51 Helsinki : ? - Budapest Honvéd FC : Champion de Hongrie - FH Hafnarfjörður : Champion d'Islande - HB Dudelange : Champion du Luxembourg | - SC DHfK Leipzig : Champion d'Allemagne de l'Est et Tenant du titre - HG Copenhague : Champion du Danemark - UK-51 Helsinki : ? - Budapest Honvéd FC : Champion de Hongrie - FH Hafnarfjörður : Champion d'Islande - HB Dudelange : Champion du Luxembourg | - SC DHfK Leipzig : Champion d'Allemagne de l'Est et Tenant du titre - HG Copenhague : Champion du Danemark - UK-51 Helsinki : ? - Budapest Honvéd FC : Champion de Hongrie - FH Hafnarfjörður : Champion d'Islande - HB Dudelange : Champion du Luxembourg | - SC DHfK Leipzig : Champion d'Allemagne de l'Est et Tenant du titre - HG Copenhague : Champion du Danemark - UK-51 Helsinki : ? - Budapest Honvéd FC : Champion de Hongrie - FH Hafnarfjörður : Champion d'Islande - HB Dudelange : Champion du Luxembourg | - SC DHfK Leipzig : Champion d'Allemagne de l'Est et Tenant du titre - HG Copenhague : Champion du Danemark - UK-51 Helsinki : ? - Budapest Honvéd FC : Champion de Hongrie - FH Hafnarfjörður : Champion d'Islande - HB Dudelange : Champion du Luxembourg | - Wybrzeże Gdańsk : Champion de Pologne - Dinamo Bucarest : Champion de Roumanie - HC Dukla Prague : Champion de Tchécoslovaquie - Grasshopper Club Zurich : Champion de Suisse - SK Kountsevo : Champion d'Union soviétique | - Wybrzeże Gdańsk : Champion de Pologne - Dinamo Bucarest : Champion de Roumanie - HC Dukla Prague : Champion de Tchécoslovaquie - Grasshopper Club Zurich : Champion de Suisse - SK Kountsevo : Champion d'Union soviétique | - Wybrzeże Gdańsk : Champion de Pologne - Dinamo Bucarest : Champion de Roumanie - HC Dukla Prague : Champion de Tchécoslovaquie - Grasshopper Club Zurich : Champion de Suisse - SK Kountsevo : Champion d'Union soviétique | - Wybrzeże Gdańsk : Champion de Pologne - Dinamo Bucarest : Champion de Roumanie - HC Dukla Prague : Champion de Tchécoslovaquie - Grasshopper Club Zurich : Champion de Suisse - SK Kountsevo : Champion d'Union soviétique | - Wybrzeże Gdańsk : Champion de Pologne - Dinamo Bucarest : Champion de Roumanie - HC Dukla Prague : Champion de Tchécoslovaquie - Grasshopper Club Zurich : Champion de Suisse - SK Kountsevo : Champion d'Union soviétique | - Wybrzeże Gdańsk : Champion de Pologne - Dinamo Bucarest : Champion de Roumanie - HC Dukla Prague : Champion de Tchécoslovaquie - Grasshopper Club Zurich : Champion de Suisse - SK Kountsevo : Champion d'Union soviétique | - Wybrzeże Gdańsk : Champion de Pologne - Dinamo Bucarest : Champion de Roumanie - HC Dukla Prague : Champion de Tchécoslovaquie - Grasshopper Club Zurich : Champion de Suisse - SK Kountsevo : Champion d'Union soviétique | - Wybrzeże Gdańsk : Champion de Pologne - Dinamo Bucarest : Champion de Roumanie - HC Dukla Prague : Champion de Tchécoslovaquie - Grasshopper Club Zurich : Champion de Suisse - SK Kountsevo : Champion d'Union soviétique | - Wybrzeże Gdańsk : Champion de Pologne - Dinamo Bucarest : Champion de Roumanie - HC Dukla Prague : Champion de Tchécoslovaquie - Grasshopper Club Zurich : Champion de Suisse - SK Kountsevo : Champion d'Union soviétique | - Wybrzeże Gdańsk : Champion de Pologne - Dinamo Bucarest : Champion de Roumanie - HC Dukla Prague : Champion de Tchécoslovaquie - Grasshopper Club Zurich : Champion de Suisse - SK Kountsevo : Champion d'Union soviétique | - Wybrzeże Gdańsk : Champion de Pologne - Dinamo Bucarest : Champion de Roumanie - HC Dukla Prague : Champion de Tchécoslovaquie - Grasshopper Club Zurich : Champion de Suisse - SK Kountsevo : Champion d'Union soviétique | - Wybrzeże Gdańsk : Champion de Pologne - Dinamo Bucarest : Champion de Roumanie - HC Dukla Prague : Champion de Tchécoslovaquie - Grasshopper Club Zurich : Champion de Suisse - SK Kountsevo : Champion d'Union soviétique | - Wybrzeże Gdańsk : Champion de Pologne - Dinamo Bucarest : Champion de Roumanie - HC Dukla Prague : Champion de Tchécoslovaquie - Grasshopper Club Zurich : Champion de Suisse - SK Kountsevo : Champion d'Union soviétique | - Wybrzeże Gdańsk : Champion de Pologne - Dinamo Bucarest : Champion de Roumanie - HC Dukla Prague : Champion de Tchécoslovaquie - Grasshopper Club Zurich : Champion de Suisse - SK Kountsevo : Champion d'Union soviétique | - Wybrzeże Gdańsk : Champion de Pologne - Dinamo Bucarest : Champion de Roumanie - HC Dukla Prague : Champion de Tchécoslovaquie - Grasshopper Club Zurich : Champion de Suisse - SK Kountsevo : Champion d'Union soviétique |
| Tour préliminaire | | | | | | | | | | | | | | | | | | | | | | | | | | | | | |
| - VfL Gummersbach : Champion d'Allemagne de l'Ouest - Union Vienne-Ouest : Champion d'Autriche - CH Schaerbeek Brussels : Champion de Belgique 1966 - BM Granollers : Champion d'Espagne - US Ivry : Champion de France 1966                                | - VfL Gummersbach : Champion d'Allemagne de l'Ouest - Union Vienne-Ouest : Champion d'Autriche - CH Schaerbeek Brussels : Champion de Belgique 1966 - BM Granollers : Champion d'Espagne - US Ivry : Champion de France 1966                                | - VfL Gummersbach : Champion d'Allemagne de l'Ouest - Union Vienne-Ouest : Champion d'Autriche - CH Schaerbeek Brussels : Champion de Belgique 1966 - BM Granollers : Champion d'Espagne - US Ivry : Champion de France 1966                                | - VfL Gummersbach : Champion d'Allemagne de l'Ouest - Union Vienne-Ouest : Champion d'Autriche - CH Schaerbeek Brussels : Champion de Belgique 1966 - BM Granollers : Champion d'Espagne - US Ivry : Champion de France 1966                                | - VfL Gummersbach : Champion d'Allemagne de l'Ouest - Union Vienne-Ouest : Champion d'Autriche - CH Schaerbeek Brussels : Champion de Belgique 1966 - BM Granollers : Champion d'Espagne - US Ivry : Champion de France 1966                                | - VfL Gummersbach : Champion d'Allemagne de l'Ouest - Union Vienne-Ouest : Champion d'Autriche - CH Schaerbeek Brussels : Champion de Belgique 1966 - BM Granollers : Champion d'Espagne - US Ivry : Champion de France 1966                                | - VfL Gummersbach : Champion d'Allemagne de l'Ouest - Union Vienne-Ouest : Champion d'Autriche - CH Schaerbeek Brussels : Champion de Belgique 1966 - BM Granollers : Champion d'Espagne - US Ivry : Champion de France 1966                                | - VfL Gummersbach : Champion d'Allemagne de l'Ouest - Union Vienne-Ouest : Champion d'Autriche - CH Schaerbeek Brussels : Champion de Belgique 1966 - BM Granollers : Champion d'Espagne - US Ivry : Champion de France 1966                                | - VfL Gummersbach : Champion d'Allemagne de l'Ouest - Union Vienne-Ouest : Champion d'Autriche - CH Schaerbeek Brussels : Champion de Belgique 1966 - BM Granollers : Champion d'Espagne - US Ivry : Champion de France 1966                                | - VfL Gummersbach : Champion d'Allemagne de l'Ouest - Union Vienne-Ouest : Champion d'Autriche - CH Schaerbeek Brussels : Champion de Belgique 1966 - BM Granollers : Champion d'Espagne - US Ivry : Champion de France 1966                                | - VfL Gummersbach : Champion d'Allemagne de l'Ouest - Union Vienne-Ouest : Champion d'Autriche - CH Schaerbeek Brussels : Champion de Belgique 1966 - BM Granollers : Champion d'Espagne - US Ivry : Champion de France 1966                                | - VfL Gummersbach : Champion d'Allemagne de l'Ouest - Union Vienne-Ouest : Champion d'Autriche - CH Schaerbeek Brussels : Champion de Belgique 1966 - BM Granollers : Champion d'Espagne - US Ivry : Champion de France 1966                                | - VfL Gummersbach : Champion d'Allemagne de l'Ouest - Union Vienne-Ouest : Champion d'Autriche - CH Schaerbeek Brussels : Champion de Belgique 1966 - BM Granollers : Champion d'Espagne - US Ivry : Champion de France 1966                                | - VfL Gummersbach : Champion d'Allemagne de l'Ouest - Union Vienne-Ouest : Champion d'Autriche - CH Schaerbeek Brussels : Champion de Belgique 1966 - BM Granollers : Champion d'Espagne - US Ivry : Champion de France 1966                                | - VfL Gummersbach : Champion d'Allemagne de l'Ouest - Union Vienne-Ouest : Champion d'Autriche - CH Schaerbeek Brussels : Champion de Belgique 1966 - BM Granollers : Champion d'Espagne - US Ivry : Champion de France 1966                                | - IK Fredensborg Oslo : Champion de Norvège - HV Sittardia : Champion des Pays-Bas - FC Porto : Champion du Portugal - IS Göta : Champion de Suède - Medveščak Zagreb : Champion de Yougoslavie                              | - IK Fredensborg Oslo : Champion de Norvège - HV Sittardia : Champion des Pays-Bas - FC Porto : Champion du Portugal - IS Göta : Champion de Suède - Medveščak Zagreb : Champion de Yougoslavie                              | - IK Fredensborg Oslo : Champion de Norvège - HV Sittardia : Champion des Pays-Bas - FC Porto : Champion du Portugal - IS Göta : Champion de Suède - Medveščak Zagreb : Champion de Yougoslavie                              | - IK Fredensborg Oslo : Champion de Norvège - HV Sittardia : Champion des Pays-Bas - FC Porto : Champion du Portugal - IS Göta : Champion de Suède - Medveščak Zagreb : Champion de Yougoslavie                              | - IK Fredensborg Oslo : Champion de Norvège - HV Sittardia : Champion des Pays-Bas - FC Porto : Champion du Portugal - IS Göta : Champion de Suède - Medveščak Zagreb : Champion de Yougoslavie                              | - IK Fredensborg Oslo : Champion de Norvège - HV Sittardia : Champion des Pays-Bas - FC Porto : Champion du Portugal - IS Göta : Champion de Suède - Medveščak Zagreb : Champion de Yougoslavie                              | - IK Fredensborg Oslo : Champion de Norvège - HV Sittardia : Champion des Pays-Bas - FC Porto : Champion du Portugal - IS Göta : Champion de Suède - Medveščak Zagreb : Champion de Yougoslavie                              | - IK Fredensborg Oslo : Champion de Norvège - HV Sittardia : Champion des Pays-Bas - FC Porto : Champion du Portugal - IS Göta : Champion de Suède - Medveščak Zagreb : Champion de Yougoslavie                              | - IK Fredensborg Oslo : Champion de Norvège - HV Sittardia : Champion des Pays-Bas - FC Porto : Champion du Portugal - IS Göta : Champion de Suède - Medveščak Zagreb : Champion de Yougoslavie                              | - IK Fredensborg Oslo : Champion de Norvège - HV Sittardia : Champion des Pays-Bas - FC Porto : Champion du Portugal - IS Göta : Champion de Suède - Medveščak Zagreb : Champion de Yougoslavie                              | - IK Fredensborg Oslo : Champion de Norvège - HV Sittardia : Champion des Pays-Bas - FC Porto : Champion du Portugal - IS Göta : Champion de Suède - Medveščak Zagreb : Champion de Yougoslavie                              | - IK Fredensborg Oslo : Champion de Norvège - HV Sittardia : Champion des Pays-Bas - FC Porto : Champion du Portugal - IS Göta : Champion de Suède - Medveščak Zagreb : Champion de Yougoslavie                              | - IK Fredensborg Oslo : Champion de Norvège - HV Sittardia : Champion des Pays-Bas - FC Porto : Champion du Portugal - IS Göta : Champion de Suède - Medveščak Zagreb : Champion de Yougoslavie                              | - IK Fredensborg Oslo : Champion de Norvège - HV Sittardia : Champion des Pays-Bas - FC Porto : Champion du Portugal - IS Göta : Champion de Suède - Medveščak Zagreb : Champion de Yougoslavie                              | - IK Fredensborg Oslo : Champion de Norvège - HV Sittardia : Champion des Pays-Bas - FC Porto : Champion du Portugal - IS Göta : Champion de Suède - Medveščak Zagreb : Champion de Yougoslavie                              |

## Tour préliminaire
| Équipe                 | Aller   | Total   | Retour  | Équipe              |
| ---------------------- | ------- | ------- | ------- | ------------------- |
| IS Göta                | 20 – 19 | 35 – 58 | 15 – 39 | VfL Gummersbach     |
| CH Schaerbeek Brussels | 15 – 25 | 20 – 46 | 5 – 21  | HV Sittardia        |
| Medveščak Zagreb       | 21 – 5  | 37 – 16 | 16 – 11 | Union Vienne-Ouest  |
| BM Granollers          | 24 – 19 | 40 – 46 | 16 – 27 | IK Fredensborg Oslo |
| FC Porto               | 19 – 22 | 27 – 47 | 8 – 25  | US Ivry             |

## Huitièmes de finale
| Équipe              | Aller   | Total   | Retour  | Équipe             |
| ------------------- | ------- | ------- | ------- | ------------------ |
| VfL Gummersbach     | 30 – 10 | 59 – 30 | 29 – 20 | HV Sittardia       |
| IK Fredensborg Oslo | 19 – 14 | 30 – 33 | 11 – 19 | Medveščak Zagreb   |
| SK Kountsevo        | 23 – 14 | 53 – 31 | 30 – 17 | UK-51 Helsinki     |
| Budapest Honvéd FC  | 20 – 13 | 34 – 32 | 14 – 19 | FH Hafnarfjördur   |
| US Ivry             | 14 – 20 | 30 – 40 | 16 – 20 | HG Copenhague      |
| Dinamo Bucarest     | 23 – 13 | 39 – 27 | 16 – 14 | Wybrzeże Gdańsk    |
| SC DHfK Leipzig     | 20 – 13 | 47 – 23 | 27 – 10 | Grasshopper Zurich |
| HB Dudelange        | 13 – 28 | ? – ?   | ?-?     | HC Dukla Prague    |

## Phase finale
| \| Leipzig Prague Copenhague Bucarest Budapest Zagreb Moscou Gummersbach \| Localisation des équipes en phase finale. |
| Leipzig Prague Copenhague Bucarest Budapest Zagreb Moscou Gummersbach                                                 |

|  | Quarts de finale   | Quarts de finale   | Quarts de finale | Quarts de finale |                 |                 | Demi-finales | Demi-finales | Demi-finales | Demi-finales |  |  | Finale                   | Finale | Finale | Finale |
|  |                    |                    |                  |                  |                 |                 |              |              |              |              |  |  |                          |        |        |        |
|  |                    |                    |                  |                  |                 |                 |              |              |              |              |  |  | 28 avril 1967 - Dortmund |        |        |        |
|  |                    |                    |                  |                  |                 |                 |              |              |              |              |  |  |                          |        |        |        |
|  | Medveščak Zagreb   | Medveščak Zagreb   | 13               | 10               |                 |                 |              |              |              |              |  |  |                          |        |        |        |
|  | Medveščak Zagreb   | Medveščak Zagreb   | 13               | 10               |                 |                 |              |              |              |              |  |  |                          |        |        |        |
|  | VfL Gummersbach    | VfL Gummersbach    | 9                | 19               |                 |                 |              |              |              |              |  |  |                          |        |        |        |
|  | VfL Gummersbach    | VfL Gummersbach    | 9                | 19               | VfL Gummersbach | VfL Gummersbach | 15           | 17           |              |              |  |  |                          |        |        |        |
|  |                    |                    |                  |                  | VfL Gummersbach | VfL Gummersbach | 15           | 17           |              |              |  |  |                          |        |        |        |
|  |                    |                    | SK Kountsevo     | SK Kountsevo     | 11              | 15              |              |              |              |              |  |  |                          |        |        |        |
|  | SK Kountsevo       | SK Kountsevo       | SK Kountsevo     | SK Kountsevo     | 11              | 15              | 15           | 21           |              |              |  |  |                          |        |        |        |
|  | SK Kountsevo       | SK Kountsevo       |                  |                  |                 |                 |              | 21           |              |              |  |  |                          |        |        |        |
|  | Budapest Honvéd FC | Budapest Honvéd FC | 13               | 19               |                 |                 |              |              |              |              |  |  |                          |        |        |        |
|  | Budapest Honvéd FC | Budapest Honvéd FC | 13               | 19               | VfL Gummersbach | VfL Gummersbach | 17           | 17           |              |              |  |  |                          |        |        |        |
|  |                    |                    |                  |                  | VfL Gummersbach | VfL Gummersbach | 17           | 17           |              |              |  |  |                          |        |        |        |
|  |                    |                    | HC Dukla Prague  | HC Dukla Prague  | 13              | 13              |              |              |              |              |  |  |                          |        |        |        |
|  | HC Dukla Prague    | HC Dukla Prague    | HC Dukla Prague  | HC Dukla Prague  | 13              | 13              | 21           | 9            |              |              |  |  |                          |        |        |        |
|  | HC Dukla Prague    | HC Dukla Prague    |                  |                  |                 |                 |              |              |              |              |  |  |                          |        |        |        |
|  | SC DHfK Leipzig    | SC DHfK Leipzig    | 10               | 14               |                 |                 |              |              |              |              |  |  |                          |        |        |        |
|  | SC DHfK Leipzig    | SC DHfK Leipzig    | 10               | 14               | HC Dukla Prague | HC Dukla Prague | 10           | 15           |              |              |  |  |                          |        |        |        |
|  |                    |                    |                  |                  | HC Dukla Prague | HC Dukla Prague | 10           | 15           |              |              |  |  |                          |        |        |        |
|  |                    |                    | Dinamo Bucarest  | Dinamo Bucarest  | 7               | 10              |              |              |              |              |  |  |                          |        |        |        |
|  | Dinamo Bucarest    | Dinamo Bucarest    | Dinamo Bucarest  | Dinamo Bucarest  | 7               | 10              | 24           | 16           |              |              |  |  |                          |        |        |        |
|  | Dinamo Bucarest    | Dinamo Bucarest    |                  |                  |                 |                 |              | 16           |              |              |  |  |                          |        |        |        |
|  | HG Copenhague      | HG Copenhague      | 16               | 21               |                 |                 |              |              |              |              |  |  |                          |        |        |        |
|  | HG Copenhague      | HG Copenhague      | 16               | 21               |                 |                 |              |              |              |              |  |  |                          |        |        |        |
|  |                    |                    |                  |                  |                 |                 |              |              |              |              |  |  |                          |        |        |        |

### Quarts de finale
| Équipe           | Aller   | Total   | Retour  | Équipe             |
| ---------------- | ------- | ------- | ------- | ------------------ |
| Medveščak Zagreb | 13 – 9  | 23 – 28 | 10 – 19 | VfL Gummersbach    |
| SK Kountsevo     | 15 – 13 | 36 – 32 | 21 – 19 | Budapest Honvéd FC |
| Dinamo Bucarest  | 24 – 16 | 40 – 37 | 16 – 21 | HG Copenhague      |
| HC Dukla Prague  | 21 – 10 | 30 – 24 | 9 – 14  | SC DHfK Leipzig    |

### Demi-finales
| Équipe          | Aller   | Total   | Retour  | Équipe          |
| --------------- | ------- | ------- | ------- | --------------- |
| VfL Gummersbach | 15 – 11 | 32 – 26 | 17 – 15 | SK Kountsevo    |
| HC Dukla Prague | 10 – 7  | 25 – 17 | 15 – 10 | Dinamo Bucarest |

### Finale
La finale est disputée sur une seule rencontre, le vendredi 28 avril 1967, à Dortmund en République fédérale d'Allemagne.
| Équipe          | Score   | Équipe          |
| --------------- | ------- | --------------- |
| VfL Gummersbach | 17 – 13 | HC Dukla Prague |

## Le champion d'Europe
| Champion d'Europe - Coupe des clubs champions 1966-1967 VfL Gummersbach 1er titre |